# Жернаков, Илья Александрович
Илья Александрович Жернаков (16 июля 1897, дер. Ощепковщина, Вологодская губерния — 4 июня 1982, Москва) — советский военачальник, генерал-майор ВС СССР (16.05.1949).

## Биография

### Первая мировая и Гражданская войны
Родился 16 июля 1897 года в деревне Ощепковщина (ныне Муксунов Прислон) Устюжского уезда Вологодской губернии (ныне Лузский район Кировской области), по другим данным — в Архангельской области. Русский. Младший сын в семье крестьянина-середняка (4 сына и одна дочь). Обучался в Учецкой второклассной церковно-приходской школе с 1908 по 1911 годы, позже работал приказчиком у разных хозяев. С мая 1916 года служил в Русской императорской армии, окончил в 1916 году учебную команду в 216-м запасном пехотном полку (город Козлов). В ноябре 1917 года произведён в чин младшего унтер-офицера, в мае 1918 года — старшего унтер-офицера. С мая 1917 года воевал на Румынском фронте, командир взвода.
В августе 1918 года был призван в Вятке в Красную Армию, занимал должность делопроизводителя строевой части Коммунистической роты при Вятском ЧК, с 15 декабря 1918 года командир роты в батальоне ЧК. В январе 1919 года отправился на Восточный фронт, сражаться против войск А. В. Колчака, с июля по август 1919 года сражался против белогвардейцев в Вятской губернии. Был командиром взвода, роты, адъютантом батальона и помощником командира батальона. В декабре 1919 года назначен командиром роты 122-го отдельного батальона. В октябре — ноябре 1920 года участвовал в подавлении восстания в районе города Велорецк в Башкирии, с января по май 1921 года снова сражался на Восточном фронте.

### Межвоенные годы
В 1920 году окончил курсы старшего комсостава Приуральского военного округа в Уфе, в 1926 году — повторное отделение при Ульяновской пехотной школе, в 1930 году — курсы усовершенствования командного состава при Разведывательном управлении РККА (1930). С сентября 1921 по май 1931 года проходил службу в 169-м стрелковом полку 57-й стрелковой дивизии Приволжского военного округа (командир взвода, командир роты, начальник хозяйственной команды, помощник начальника штаба полка). С мая 1931 года занимал должность помощника начальника штаба по разведке 31-й и 65-й стрелковой дивизий.
В марте 1935 года переведён в Челябинск и назначен начальником 4-го отделения штаба 85-й стрелковой дивизии Уральского военного округа. С апреля 1938 года — начальник 4-го (организационно-мобилизационного) отдела штаба Уральского военного округа, г. Свердловск. Получил в Челябинске звания майора и полковника.

### Великая Отечественная война
В июне 1941 года на базе управления Уральского военного округа было сформировано полевое управление 22-й армии, которое в период с 16 по 21 июня убыло в район Идрица. 17 июня был назначен временно исполняющим обязанности начальника штаба Уральского военного округа, с 21 июня — временно командующий округом до 12 июля 1941 года. С июля по ноябрь — временно исполняющий обязанности начальника штаба округа, занимался мобилизацией войск округа, формированием новых частей и соединений, а также приёмом, размещением и обеспечением эвакуированных заводов, училищ и учреждений. К январю 1942 года несколько рабочих батальонов помогли расширить старые заводы и построить новые для нужд армии, за что И. А. Жернаков был награждён орденом Красной Звезды.
1 февраля 1942 года полковник И. А. Жернаков отправился на фронт, став начальником штаба 42-й стрелковой дивизии (находилась в резерве Ставки ВГК, с апреля в составе 49-й армии Западного фронта). С июня 1942 по февраль 1943 года — начальник организационно-планового отдела штаба тыла 49-й армии (временно исполняющий должность заместителя командующей армией по тылу в июле 1942 года, временно исполняющий должность начальника штаба управления тыла армии). С февраля 1943 по август 1944 года занимал должность начальника отдельного укомплектования штаба 49-й армии на Западном и на 2-м Белорусском фронтах. Занимался изъятием из тыловых частей бойцов, годных к строевой службе, а также учётом и призывом контингента в областях, освобождённых от немецкой оккупации, однако подвергался критике за последнюю деятельность. С августа 1944 года и до конца войны — начальник отдела укомплектования и службы войск штаба 50-й армии 2-го Белорусского (с февраля 1945 года — 3-го Белорусского фронта).

### После войны
С августа 1945 года заместитель начальника штаба Восточно-Сибирского военного округа (г. Иркутск) по организационно-мобилизационным вопросам. В сентябре 1949 года произведён в генерал-майоры и назначен заместителем начальника штаба Северо-Кавказского военного округа. В 1950 году уехал в Варшаву, где с января 1951 по октябрь 1952 года был в распоряжении министра национальной обороны Польши и выдвигался на должность начальника Мобилизационного управления Генштаба (с оставлением в кадрах Советской Армии). В октябре 1952 года вернулся в СССР, находился в распоряжении Главного управления кадров Советской Армии, а с января 1953 года — военком Московского областного военкомата. С декабря 1955 года был в распоряжении командующего войсками Московского военного округа. С марта 1956 года в запасе в звании генерал-майора.
Награждён орденом Ленина, двумя орденами Красного Знамени, орденами Отечественной войны I и II степени, орденом Красной звезды и шестью медалями (в том числе медалями «XX лет РККА», «За победу над Германией в Великой Отечественной войне 1941-1945 гг.», «30 лет Советской Армии и Флота» и «За взятие Кёнигсберга». Орденом Отечественной войны II степени награждён 4 ноября 1943 года за умелое укомплектование частей во время мартовских наступательных операций; также представлен к ордену Красного Знамени.
Скончался 4 июня 1982 года в Москве.